# Halticoptera herse
Halticoptera herse är en stekelart som först beskrevs av Walker 1839.  Halticoptera herse ingår i släktet Halticoptera och familjen puppglanssteklar. Inga underarter finns listade i Catalogue of Life.